# Виноградова Ксенія Ростиславівна
Виноградова Ксенія Ростиславівна (позивний «Мара», нар. 28 жовтня 1998, Київ) — українська військова, офіцерка ЗСУ, психолог, науковець, автор книги про терапію. Член Української асоціації організаційних психологів та психологів праці. Спеціалізується на короткостроковій терапії, орієнтованій на рішення (SFBT), військовій психології, психологічній реабілітації військовослужбовців та адаптації ветеранів до цивільного життя.

## Життєпис
Ксенія Виноградова народилася 28 жовтня 1998 року в Києві.
Освіту здобувала в Польщі та Україні. У 2015 році почала вивчати клінічну психологію в SWPS Університеті соціальних та гуманітарних наук (Вроцлав), проте не завершила навчання з особистих обставин. Отримала ступені бакалавра (2022) та магістра (2023) з психології в Державному торговельно-економічному університеті. З 2024 року навчається в аспірантурі цього ж університету.
У 2023 році пройшла підвищення кваліфікації з військової психології в Південноукраїнському національному педагогічному університеті імені К. Д. Ушинського та завершила офіцерську підготовку з військової психології у Військовому інституті Київського національного університету ім. Шевченка (ВІКНУ).

## Військова служба
З 2022 року перебуває на військовій службі. Обіймала як бойові, так і психологічні посади. Основний напрямок наукової діяльності — психологічна підтримка військовослужбовців у зоні бойових дій, психологічна реабілітація та адаптація після служби.
Також займається питаннями профілактики бойового стресу, розвитку психологічної стійкості особового складу, роботи з травматичними спогадами та запобігання професійному вигоранню у військових.

## Наукова діяльність
Основні наукові інтереси:
- Короткострокова терапія, орієнтована на рішення (SFBT)
- Військова психологія та психічне здоров'я військовослужбовців
- Психологічна адаптація ветеранів до цивільного життя
- Посттравматичний стресовий розлад (ПТСР) та методи його подолання
- Гендерна взаємодія у військових підрозділах
- Психологічна стійкість і методи підготовки до екстремальних умов
- Криза і травматичний досвід: методи роботи з військовими та ветеранами

Авторка наукової роботи «Особливості гендерної взаємодії у військовому підрозділі». Працює над дисертацією на тему «Психологічні особливості адаптації ветеранів до цивільного життя».
Регулярно виступає на наукових конференціях, бере участь у дослідженнях, присвячених психологічним аспектам військової служби та повернення ветеранів до мирного життя.

## Освітня діяльність
У 2025 році опублікувала книгу «Тут і зараз. Як SFBT допомагає досягти швидких та ефективних результатів», у якій висвітлює принципи терапії, орієнтованої на рішення, та їхнє застосування у військовій та цивільній психології.
Книга є практичним посібником для психологів, військових фахівців і всіх, хто працює з кризовими станами, посттравматичними розладами та адаптацією до змін.
Є авторкою психологічних курсів:
- Стрес та стратегії його подолання. Подолання наслідків кризи;
- Психологія в дії: як жити і не згоріти у часи невизначеності.

## Членство в організаціях
- Українська асоціація організаційних психологів та психологів праці

## Визнання та внесок
Популяризація SFBT у військовій психології
Активно впроваджує та адаптує методи короткострокової терапії, орієнтованої на рішення, для військових фахівців, допомагаючи швидко вирішувати психологічні труднощі військовослужбовців.
Підготовка військових психологів
Бере участь у тренінгах та навчальних програмах для військових психологів, спрямованих на роботу з бойовим стресом, ПТСР та кризовими станами.
Психологічна підтримка ветеранів
Досліджує адаптацію ветеранів до цивільного життя та розробляє стратегії ефективного повернення до мирного середовища, профілактики соціальної ізоляції та психологічної дезадаптації.
Гендерна рівність у військовій психології
Досліджує гендерні особливості психологічної взаємодії у військових підрозділах, сприяючи розвитку інклюзивного та ефективного підходу до військової служби.
Наукові дослідження та освітня діяльність
Бере участь у наукових заходах, конференціях та дослідницьких ініціативах, спрямованих на покращення психічного здоров'я військовослужбовців та ветеранів.
Волонтерська діяльність
Співпрацює з організаціями, що надають психологічну допомогу ветеранам, військовим і їхнім сім'ям, а також бере участь у просвітницьких ініціативах щодо психічного здоров'я.